# ГЕС Брессаноне
ГЕС Брессаноне (італ. Centrale di Bressanone) — гідроелектростанція на півночі Італії. Знаходячись вище від ГЕС Понте-Гардена, становить верхній ступінь у каскаді на річці Ізарко (ліва притока Адідже, яка впадає в Адріатичне море, утворюючи спільну дельту з По), що на цій ділянці дренує східний схил Штубайських та Зарнтальських Альп і західний схил Ціллертальських Альп. Також станція становить нижній ступінь у каскаді на Р'єнца (лівий приток Ізарко), яка відділяє щойно згадані Ціллертальські Альпи від гірського хребта Ф'ємме.
Для роботи ГЕС Брессаноне спорудили дві греблі, на які витратили 325 тонн вибухівки та 525 тис. тонн цементу:
- аркову висотою 61 метр на Ізарко (утримує водосховище Фортецца);

- гравітаційну висотою 25 метрів на Р'єнца (утримує водосховище Ріо-де-Пустеріа).

Об'єм обох водойм практично однаковий — близько 1,4 млн м3 кожна. Від них починаються дериваційні тунелі, що невдовзі сходяться в один довжиною 6 км. Останній виводить до машинного залу, спорудженого за декілька сотень метрів від гирла Р'єнца.
Підземний машинний зал має розміри 85х15 метрів при висоті 18 метрів. Він обладнаний п'ятьма турбінами типу Френсіс загальною потужністю 90 МВт, які при напорі у 164 метри забезпечують виробництво 515 млн кВт·год електроенергії на рік.
З 1994 року станція управляється дистанційно з диспетчерського центру в Больцано.